# Cucina nigerina

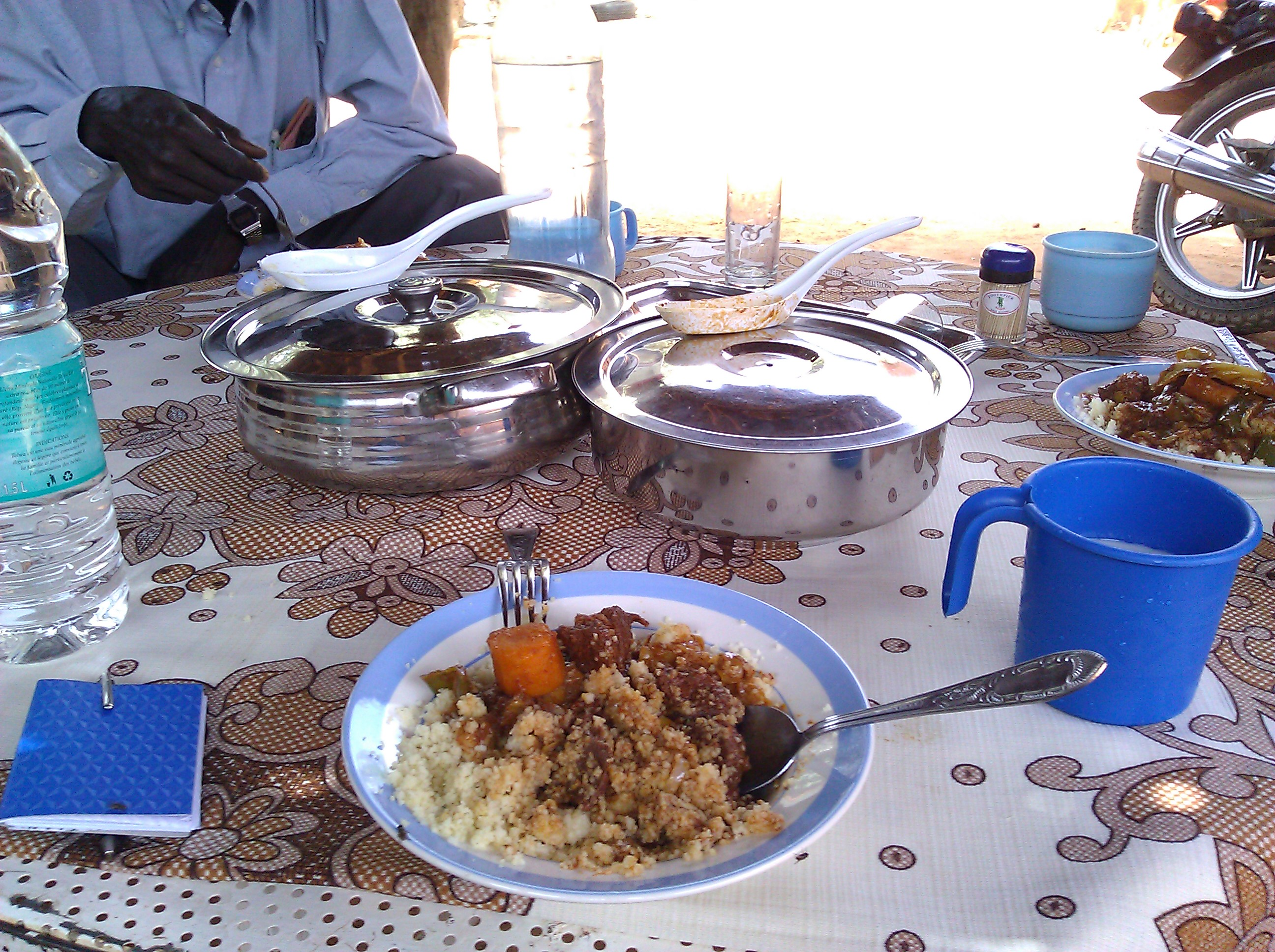
Pranzo servito in Niger

La cucina nigerina comprende le abitudini culinarie del Niger. Poiché gran parte dei nigerini vive nei pressi del bacino del fiume Niger, la loro dieta si basa sul consumo di pesce. Vengono impiegate spezie piccanti, nonché zafferano, noce moscata, cannella, zenzero e chiodi di garofano che vennero introdotti nella regione dagli arabi. Altri popoli che hanno influenzato la cucina locale sono stati i portoghesi e i britannici.

## Piatti principali

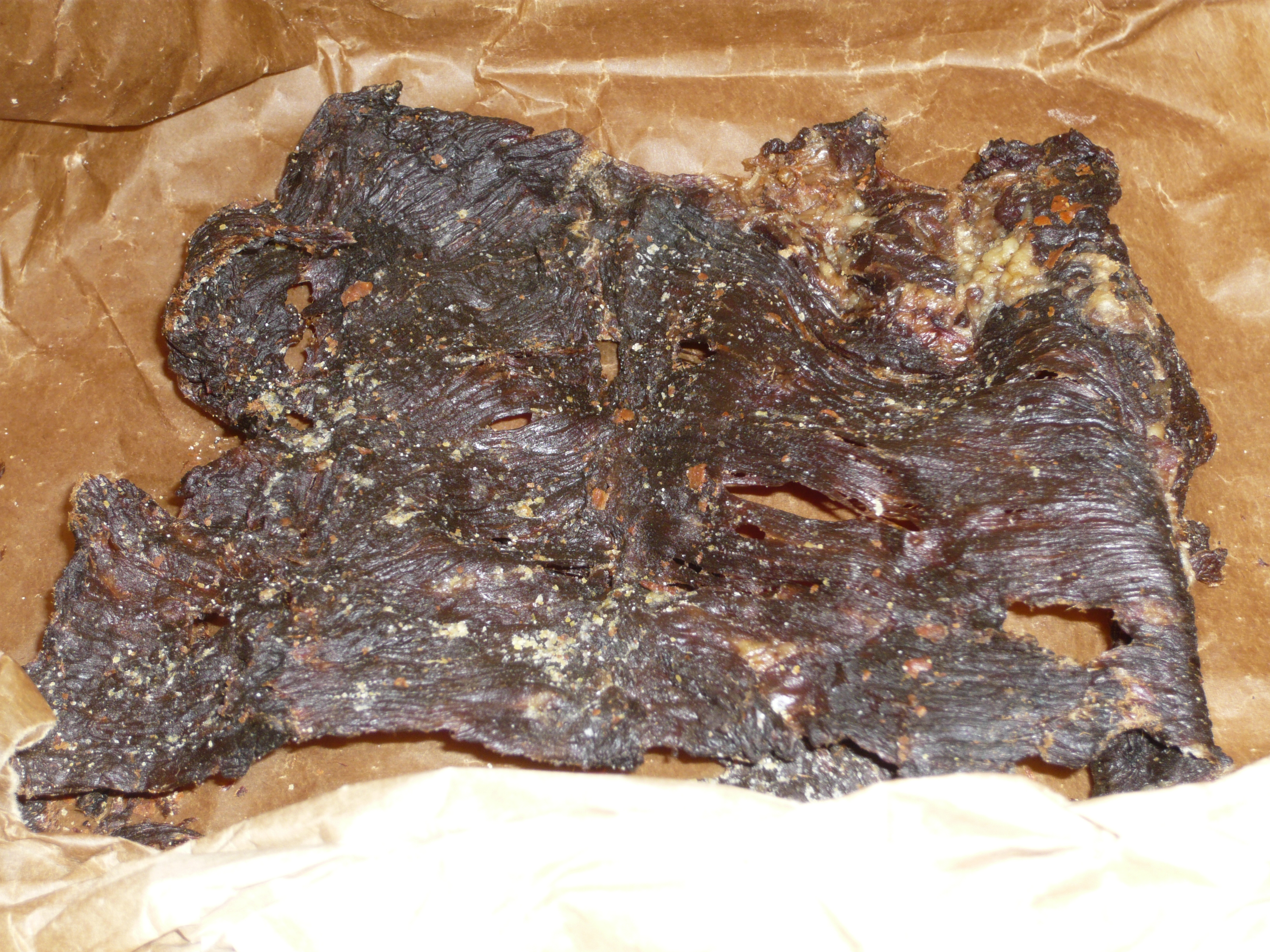
Kilishi

La cucina nigerina varia da regione a regione. Nell'area settentrionale del Sahara di Diffa vengono coltivati grano, datteri, alfalfa, pomodori, peperoncini, acetosa e gombi. Poiché quest'area risulta semiarida, la stagione agricola è pressoché breve e la pastorizia è particolarmente sviluppata, soprattutto tra i wodaabe, i tuareg e i tebu. Lungo le sponde del fiume Niger, in particolare nei pressi delle città di Niamey, Tillabéri e Ayerou, viene coltivato il riso, mentre in tutto il paese è diffusa la coltivazione di sorgo e miglio.
Essendo riso e miglio gli alimenti base più diffusi nel paese, essi vengono impiegati in numerose maniere, ad esempio per preparare dei ravioli chiamati tuwo (in Lingua djerma kurba-kurba). Il cuscus può essere preparato con carne, pesce, verdure oppure con yogurt. Il birabusko è una variante di cuscus di grano diffusa tra i kanuri che vede l'utilizzo di acetosa e carne stufata, mentre tra i djerma è popolare il dambou, un cuscus di miglio o di riso condito con degli spinaci chiamati kopto, peperoncino e sale.
Il miyar gyad'a (o tigra-dige foy in djerma) è uno stufato di burro di arachidi, mentre tra le insalate si citano la kopto, a base di spinaci bolliti e condita con spezie, burro di arachidi, pomodori, cipolle e sale, e l'a-ci-asha-ruwa, che consiste in cavolo stufato e condito con arachidi arrostiti chiamati kuli-kuli. Un piatto venduto nelle strade nigerine è il riso con fagioli, che gli hausa chiamano shinkafa da waka o dunguri nda mo. Tra i piatti di carne vi sono diversi tipi di kebab come il kilishi, l'agashe e lo tsirelsuya, che vengono conditi con arachidi tostati, zenzero, pepe e sale. I nigerini mangiano ogni parte dell'animale: testa, piedi e intestini vengono impiegati per cucinare diverse zuppe di carne come la langah'u (o malku in djerma) e la teli foy. Nelle aree di Zinder e Diffa popolate dai kanuri è diffusa la carne essiccata di cervo chiamata murge. Durante le occasioni speciali viene servito il méchoui, un piatto nazionale di origine tuareg che consiste in agnello arrosto ripieno di cuscus e ceci.
Nella regione meridionale di Dendi, lungo le sponde del Niger al confine con il Benin e la Nigeria, è diffuso il consumo di pesce, che viene affumicato, fritto o grigliato. Alcuni piatti tipici delle festività o popolari tra il ceto medio sono lo stufato di persico del Nilo e numerose varianti del thieboudienne senegalese. Il cibo di strada offre diverse specialità come i kosai (o kekkena in djerma, simili agli acarajé degli yoruba), i dan wake (dei tortini di fagioli cotti al vapore e fritti nell'olio di arachidi con spezie) e il boudin (una salsa berbera).
Nelle varie regioni del Niger vi sono diversi tipi di pane come il masa (pancake), il fankasu (un pane soffice), il gurasa (un tipo di pane basso fermentato) e il tajeela (il tipico pane basso dei tuareg cotto sotto la sabbia).